# Вайссер, Морган
Морган Вайссер (англ. Morgan Weisser; род. 12 мая 1971, Венис, Лос-Анджелес, Калифорния, США) — американский актёр немецкого происхождения, сын Норберта Вайссера. Наиболее известен ролью лейтенанта Натана Уэста в сериале «Космос: Далёкие уголки».

## Биография
Родился 12 мая 1971 года в Венисе, небольшом приморском городке, по совместительству являющемся курортным районом Лос-Анджелеса. Родителями Моргана были немецкий актёр Норберт Вайссер и его супруга Тэнди Шоу Паркс.
Дебютировал в 1985 году, в возрасте 14 лет, в постапокалиптическом боевике «Границы города». Одну из второстепенных ролей исполнил его отец, сам Морган сыграл главного героя в молодости. В том же году Морган выступил в театральной постановке пьесы «The Coyote Cycle» (за авторством драматурга Мюррея Медника) в Лос-Анджелесской театральной мастерской (англ. L.A. Theatre Works). В 1990 сыграл в малоизвестном драматическом телефильме «Extreme Close-Up», за которую был номинирован на премию «Молодой актёр». В нём ему досталась роль 15-летнего подростка-киномана Дэвида, тяжело переживающего смерть своей матери.
В 1995 присоединился к актёрскому составу научно-фантастического телесериала «Космос: Далёкие уголки», который был закрыт после первого сезона. В 1996 он сыграл Ли Харви Освальда в известном сериале «Секретные материалы» (эпизод «Мечты Курильщика»).
Последним появлением на экранах Моргана Вайссера стал фильм-фэнтези «Сказки о древней империи», где главного злодея сыграл его отец. Фильм вышел в 2010 году.

## Фильмография
| Год       |    | Русское название                            | Оригинальное название                          | Роль                   |
| --------- | -- | ------------------------------------------- | ---------------------------------------------- | ---------------------- |
| 1985      | ф  | Границы города                              | City Limits                                    | молодой Мик            |
| 1990      | тф | Человек, который смотрит                    | Extreme Close-Up                               | Дэвид Толл             |
| 1990      | ф  | Молитва роллеров                            | Prayer of the Rollerboys                       | Буллвинкл              |
| 1990      | с  | Чайна-Бич                                   | China Beach                                    | Эверетт-младший        |
| 1992      | с  | Квантовый скачок                            | Quantum Leap                                   | Тим Стоддард           |
| 1993      | с  | Закон и порядок                             | Law & Order                                    | Леон Илиеску           |
| 1994      | тф | Сжигающая страсть: История Маргарет Митчелл | A Burning Passion: The Margaret Mitchell Story | Клиффорд               |
| 1995—1996 | с  | Космос: Далёкие уголки                      | Space: Above and Beyond                        | лейтенант Натан Уэст   |
| 1999      | с  | Детектив Нэш Бриджес                        | Nash Bridges                                   | Джон Темпл             |
| 2000      | с  | Зачарованные                                | Charmed                                        | демон-ассасин Винсерес |
| 2004      | с  | Женская бригада                             | The Division                                   | Рэнди Маркс            |
| 2004      | с  | Шпионка                                     | Alias                                          | гот-хакер Сайфер       |
| 2005      | с  | Морская полиция: Спецотдел                  | NCIS                                           | Винсент Хэнлан         |
| 2005      | ф  | Инфекция                                    | Infection                                      | Тимми Босуэлл          |
| 2006      | ф  | Свежий воздух                               | Cool Air                                       | Чарльз Бакстер         |
| 2010      | ф  | Лицо пули                                   | Bulletface                                     | Джош Векслер           |
| 2010      | ф  | Сказки о древней империи                    | Tales of an Ancient Empire                     | капитан Авель          |